# ナイン (漫画)
『ナイン』は、あだち充による日本の漫画作品。『週刊少年サンデー増刊号』（小学館）にて、1978年から1980年まで連載。
あだち充にとっては、少女漫画誌から少年誌に移ったキャリア初期～中期の作品にあたり、それまでほとんど作品が原作付きであった中、この作品はオリジナル。

## 概要
野球漫画は強打者もしくはエース投手が主人公で、困難な中で勝利をつかむというのが定番であった時代に、本漫画は等身大の高校生が織りなす青春模様が中心で、試合は結果として描かれ、センターを守る俊足1番バッターを主人公に据え、連載3年目でようやく甲子園出場を果たすという、ある意味当時の王道から外れた野球漫画である。
主人公の設定に近いイチローは、小学館文庫「ナイン」1巻（全3巻）に「このくすぐったさ、たまんないね」というタイトルで寄稿している。

## あらすじ
県下の名門進学校・青秀高校（せいしゅうこうこう）への入学が決まった新見克也は、友人唐沢進と共に野球部の試合を見学に出かけた。その途上の電車内で、美女が痴漢される現場に出くわしたが、美女は一睨みで痴漢を撃退した。
痴漢撃退の美女、および痴漢氏と球場で再会した新見たちは、痴漢氏が全国中学野球大会優勝投手の倉橋永二だと気がついた。中学時代、マウンド上の倉橋は輝いて見えたが、現在の倉橋は青白く、とても同一人物とは見えなかった。
試合は青秀高校のコールド負け。「学業では名門でも運動部は全然だめだな」と落胆する新見たちの前を、痴漢撃退の美女は落涙しつつ立ち去った。新見たちは名も知らぬ彼女のために、それまで続けてきた競技をやめて野球部入部を決心する。「彼女のあんな顔はみたくない。彼女には絶対に笑顔が似合う」と。
こうして、中学陸上短距離記録保持者の新見、中学柔道県大会個人優勝者唐沢、全国中学野球優勝投手倉橋、および痴漢撃退の美女中尾百合の高校生活が始まる…。

## 登場人物
※「声」の記述はアニメ版、「演」の記述は実写ドラマ版の順で表記

### 青秀高校
新見克也（にいみ かつや）
声 - 古谷徹 / 演 - 高橋一也
青秀高校野球部員。中学陸上では、短距離（100m及び200m）の記録保持者。1番センター。好物は五目寿司。父親は高校時代に捕手として、倉橋の父親（左腕投手）とバッテリーを組んでいた（甲子園選抜大会で優勝）。史上初の完全盗塁（振り逃げ→二盗→三盗→本盗で生還）を達成する。原作終盤で、百合と恋仲になる。
中尾百合（なかお ゆり）
声 - 石原真理子（第一作）、倉田まり子（第二作、劇場版）、安田成美（第三作）、鶴ひろみ（ドラマ「アオイホノオ」） / 演 - 浅倉亜季
青秀高校野球部マネージャー。美人で、克也が好き。
唐沢進（からさわ すすむ）
声 - 富山敬
青秀高校野球部員。中学柔道県大会で個人優勝した。5番ライト。克也とは親友であり、友人思いの性格。
倉橋永二（くらはし えいじ）
声 - 塩沢兼人、置鮎龍太郎（ドラマ「アオイホノオ」での声）※役名はノンクレジット
青秀高校野球部の左腕エース。トラック運転手の父親と二人暮らし。
安田雪美（やすだ ゆきみ）
声 - 坂本千夏 / 演 - 大塚真美
青秀高校陸上部員。中学時代から克也に憧れていた。彼女の兄は克也に似ている（らしい）。
中尾
声 - 永井一郎（第一作）、北村弘一（劇場版、第二作、第三作）、田中亮一（ドラマ「アオイホノオ」での声）※役名はノンクレジット
青秀高校野球部監督であり、百合の父親。
高木洋子
声 - 鶴ひろみ

### 山中家
山中健太郎（やまなか けんたろう）
声 - 神谷明 / 演 - 大沢樹生（後に光GENJI）
百合より1歳上の幼馴染で、彼女が好き。武南高校野球部のエースで、甲子園優勝投手。克也とは恋のライバル。
山中二郎（やまなか じろう）
声 - 平野義和 / 演 - 前田耕陽（男闘呼組）
健太郎より2歳下の弟で、青秀高校野球部の新入部員。2番サード。雪美に惚れている。
山中智美（やまなか ともみ）
健太郎と二郎の妹。長兄と百合の仲を取り持とうとする。

### その他
克也の父
声 - 増岡弘
克也の母
声 - 牧野和子
倉橋の父
声 - 青野武
雪美の祖母
声 - 麻生美代子
佐田、岡部
声 - 龍田直樹
加納
声 - 広中雅志（劇場版）、森功至（第二作）
吉村
声 - 広森信吾
森尾、大前田
声 - 田中亮一
榊孝男
声 - 塩屋翼
岩谷貞人
声 - 戸谷公次、田中和実（第三作）
先生
声 - 銀河万丈
校長、アンパイヤ、賢条監督
声 - 矢田耕司
武南選手
声 - 田中和実
写真部生徒
声 - 広中雅志
女生徒たち
声 - 飯塚はる美、頓宮恭子、中島千里、渡辺菜生子、鈴木富子
アナウンサー、場内アナウンス
声 - 中野聖子

## 漫画
小学館から少年サンデーコミックス版（全5巻）のほかに、文庫版（全3巻）及びMy First Wide版（全2巻）が出ている。

## ノベライズ
若桜木虔により、『小説 ナイン』と題し、小学館の少年サンデーノベルズレーベルから全4巻。

## アニメ
アニメは、単発のテレビスペシャルとして3本が制作され、その内第1作目が劇場用として公開された。ビデオ・LD版が発売されたが、DVD・Blu-ray化はされていない。現在は配信で視聴が可能。
小学館から、フィルムコミックが発売されていた（各作品とも上下2分冊で計6冊）。
同作者による『タッチ』のテレビシリーズは、本作品のスタッフが引き続き参加している。

### ナイン
1983年5月4日にフジテレビの日生ファミリースペシャルにて放映。
放送時間
- 水曜19:30 - 20:54（JST）、19:30の『うる星やつら』と20:00の『銭形平次』（二代目大川橋蔵主演版）は休止。

スタッフ
- 脚本 - 布勢博一
- 監督 - 杉井ギサブロー
- アニメーション監督 - 前田庸生
- 美術監督 - 大野広司
- 音楽 - 芹澤廣明
- 音響監督 - 田代敦巳
- 製作 - 東宝、グループ・タック、フジテレビ

オープニング・テーマ
- 「LOVE・イノセント」

歌 - 倉田まり子 / 作詞 - 売野雅勇 / 作曲・編曲 - 芹澤廣明
挿入歌
- 「つのる思い」 / 「悲しみにサヨナラ」

歌 - 倉田まり子、芹澤廣明 / 作詞 - 売野雅勇 / 作曲・編曲 - 芹澤廣明
エンディング・テーマ
- 「真夏のランナー」

歌 - 倉田まり子 / 作詞 - 売野雅勇 / 作曲・編曲 - 芹澤廣明

### ナイン2 恋人宣言
1983年12月18日にフジテレビの日生ファミリースペシャルにて放映。約66分。
放送時間
- 日曜16:05 - 17:25（JST）、「日曜スペシャル」内で放送。シリーズ唯一の非ゴールデンタイムでの放送。

スタッフ
- 脚本 - 白山進
- 監督 - 杉井ギサブロー
- アニメーション監督 - 前田庸生
- チーフアニメーター - 前田実
- 美術監督 - 金村勝義
- 音楽 - 芹澤廣明
- 音響監督 - 田代敦巳
- 製作 - 東宝、グループ・タック、フジテレビ

オープニング・テーマ
- 「恋人宣言」

歌 - 倉田まり子 / 作詞 - 竜真知子 / 作曲・編曲 - 芹澤廣明
挿入歌
- 「青空気分」 / 「私のYoung Boy」

歌 - 倉田まり子、芹澤廣明 / 作詞 - 竜真知子 / 作曲・編曲 - 芹澤廣明
エンディング・テーマ
- 「真夏のランナー」

歌 - 倉田まり子 / 作詞 - 売野雅勇 / 作曲・編曲 - 芹澤廣明

### ナイン 完結編
1984年9月5日にフジテレビの日生ファミリースペシャルにて放映。約73分。
放送時間
- 水曜19:30 - 20:54（JST）、19:30の『うる星やつら』と20:00の『ザ・わかるっチャー』は休止。

スタッフ
- 脚本 - 高星由美子
- 監督 - 杉井ギサブロー
- アニメーション監督 - 前田庸生
- 作画監督 - 前田実
- 美術 - 金村勝義
- 音楽 - 芹澤廣明
- 音響監督 - 田代敦巳
- 製作 - 東宝、グループ・タック、フジテレビ

オープニング・テーマ
- 「エンドレスサマー」

作詞 - 売野雅勇 / 作曲・編曲・歌 - 芹澤廣明
挿入歌
- 「八月のゆくえ」 / 「Boys in love」

同上
エンディング・テーマ
- 「真夏のランナー」

同上
| フジテレビ系列 日生ファミリースペシャル        | フジテレビ系列 日生ファミリースペシャル | フジテレビ系列 日生ファミリースペシャル        |
| 前番組                                         | 番組名                                  | 次番組                                         |
| ---------------------------------------------- | --------------------------------------- | ---------------------------------------------- |
| 吾輩は犬である ドン松五郎の生活                | ナイン                                  | どくとるマンボウ&怪盗ジバコ 宇宙より愛をこめて |
| どくとるマンボウ&怪盗ジバコ 宇宙より愛をこめて | ナイン2 恋人宣言                        | ナイン 完結編                                  |
| ナイン2 恋人宣言                               | ナイン 完結編                           | 生徒諸君! 心に緑のネッカチーフを               |

### 映画
テレビ版第1作の劇場版。1983年9月16日に東宝系にて劇場公開。監督は杉井ギサブロー。上映時間71分。テレビ版で不備な点などを修正、変更している。また倉田まり子の参加により声優や主題歌などを変更している。再放送で第2作、第3作と一緒に再放送されるときは、テレビ版ではなくこちらのほうが放送されることもある。
スタッフ
- 監督 - 杉井ギサブロー
- 脚本 - 布勢博一
- アニメーション監督 - 前田庸生
- 美術 - 大野広司
- 音楽 - 芹澤廣明、槌田靖識
- 製作 - 大橋雄吉
- 製作 - 東宝株式会社、グループ・タック、フジテレビ

オープニング・テーマ
- 「青いフォトグラフ」

歌 - 倉田まり子 / 作詞 - 売野雅勇 / 作曲・編曲 - 芹澤廣明
挿入歌
- 「愛を翼にして」

同上
- 「涙色の季節」

歌 - 芹澤廣明 / 作詞 - 売野雅勇 / 作曲・編曲 - 芹澤廣明
エンディング・テーマ
- 「真夏のランナー」

歌 - 倉田まり子 / 作詞 - 売野雅勇 / 作曲・編曲 - 芹澤廣明

## 実写ドラマ
フジテレビ系列の「月曜ドラマランド」（毎週月曜日19:30 - 20:54、JST）で1987年1月5日に放送された。主演は浅倉亜季。
キャスト
主要人物は#登場人物を参照。
- その他 - 小沢なつき、清水章吾、生田悦子、上村香子、安田伸、有川博、原ひさ子、三好圭一、土田一徳、工藤陽一 ほか

スタッフ
- 演出 - 植木善晴
- 脚本 - 亜槍文代
- 挿入歌 - 浅倉亜季「内気なボーダーライン」
- 技術協力 - ACT
- 美術協力 - NHK美術センター
- 協力 - オービー企画、ジャニーズ事務所
- 企画プロデューサー - 宇佐美廉
- プロデューサー - 宅間秋史、高橋勝
- 製作 - フジテレビ、アズバーズ